# 夏立言
夏立言（1950年12月24日—），中華民國政治人物、外交官，中國國民黨籍，畢業於輔仁大學法律系、政大外交系碩士、英國牛津大學法律系碩士、英國倫敦大學法研所碩士，現任國民黨副主席、對外關係協會常務監事，曾任對外關係協會會長、陸委會主委、國防部軍政副部長、外交部政務次長、駐印尼代表、駐印度代表、駐美國紐約辦事處長、外交部國際組織司長等職，已從公職退休。公職生涯中曾參與許多重大決策，包括紐約辦事處購置新大樓、八八風災期間婉拒美國等國提出的國際援助惹議以及參與馬英九與習近平於新加坡的兩岸領導人會面等。

## 生平
夏立言高中時立志在外交部工作，從輔大法律系畢業後，考取政大外交所。之後考取中國國民黨中山獎學金而一償出國留學的願望，並取得三個碩士學位。任公職期間曾任外交部北美司專員、駐紐約辦事處處長、駐印尼經濟貿易代表處代表、駐印度代表、以及中華民國外交部政務次長。
在外交部工作期間，夏立言也曾負責擔任政府首長英文傳譯工作，1989年起先後曾為三任行政院長（李煥、郝柏村及連戰）接見外賓時擔任傳譯。

1999年9月，亚太经济合作组织（APEC）领导人非正式会议在紐西蘭奧克蘭舉辦，在APEC部長級年會的記者會中，紐西蘭外交部長麥金農對台灣記者多次提問感到不悅並表示，「近年來APEC記者會似乎已由中華臺北記者所支配（dominated）」，且未讓經濟部長王志剛回答台灣記者的提問。時任中華民國外交部國際組織司長的夏立言在會後以電話與紐西蘭外交部聯繫，並表達對麥金農處理方式的不滿。
夏立言亦表示，
對於麥金農曾經公開宣稱「APEC有21個成員，但中國、香港與台灣是一個特殊的例子，因此，APEC在討論政治議題時，僅邀請具代表性的中國出席。」甚為不滿，強調APEC所有成員均是以「經濟體」身分參與，若APEC有「地區經濟體」與「主权国家」區分，在1991年即不可能加入，對其說詞深感意外與不解。
紐西蘭外交部對此表示，「在記者會發生的不愉快感到抱歉，並將轉達給麥金農。」
2001年夏立言出任駐紐約經濟文化辦事處處長時，任內正值九一一襲擊事件，紐約辦事處曾成立緊急應變小組，辦理僑民照顧及紐約世貿中心台籍員工、遊客家屬聯絡事宜。同年，夏立言發現處轄下各處室分租八處，除了租金負擔高外，也較無效率，因此夏立言主導購置紐約經文處購置新大樓，並於2005年10月正式揭幕啟用。2003年曾受邀至聯合國記者協會簡報台灣SARS狀況，當時遭中國大陸當局阻擋，而在聯合國外對媒體舉辦記者會。
2015年2月16日，陸委會主委王郁琦因張顯耀案請辭，夏立言接任陸委會主委，任期至2016年5月19日為止。2015年10月夏立言至廣州參訪，與時任國台辦主任張志軍會面，訪問期間談到兩岸政治人物碰面的機會，於10月20日收到中國大陸正面回應，後於11月7日促成兩岸領導人會面。
2016年5月20日，針對退休後的規劃，夏立言受訪時強調自己會完全裸退，「不會加入新政府任職」。
2017年11月，夏立言當選社團法人對外關係協會會長，2022年任期屆滿，並自2023年開始，擔任協會常務監事。

## 爭議

### 八八風災婉拒各國救援物資
2008年，夏立言出任外交部政務次長。在2009年八八風災期間，由於時任外交部長歐鴻鍊人在國外，夏立言為代理部長，發電外館婉拒外國援助引發爭議。夏立言對於婉拒事件發表聲明，認為當時外交部已設立捐款專戶，並徵詢專業單位意見判斷當下暫無需求，而在給外館的電文卻漏寫「暫時」，成了直接婉謝提供物資及救援人力，夏立言對於「公文用字不夠嚴謹而造成社會觀感不佳」致歉。此舉被質疑是馬英九政府為配合中華人民共和國統戰而私下協調拒絕外國援助台灣並說謊。後來，夏立言因此請辭下台，辦理退休。

### 出任國防部副部長
2013年10月22日，夏立言由駐印尼代表，回國接任國防部軍政副部長。同年11月，夏立言之子夏之璿被媒體爆料，年紀已32歲卻尚未服兵役，2014年3月，夏之璿返台選擇服替代役，完成國民義務。
2014年12月，擔任國防部軍政副部長的夏立言被爆料會見多名具中國共產黨、政界、軍方背景之人士，廣受批判。不久後，夏立言遭撤換，改由前副參謀總長、海軍司令陳永康上將接任。

### 臺海局勢緊張時赴陸
2022年8月4日，正值中共發動2022年環台軍事演練之際，中國國民黨知會行政院大陸委員會該黨副主席夏立言及主席朱立倫之妻舅高思博應中國共產黨中央之邀將組團赴陸，並稱「可能」會見中國共產黨官員，不顧政府勸阻時機不宜而仍於10日集體前往中國大陸，為公職人員選舉募款，遭陸委為抨擊為「在軍演下曲意訪中，呼應對岸統戰旋律，甚至唾面自乾，對國內廣大民意絲毫不在意」。總統蔡英文即表示那些畏懼中國大陸、有意向中國大陸妥協的極少數台灣政黨和人士在對台灣武力恫嚇的時刻仍然執意前往中國大陸，令國人失望，該黨的做法是向國際社會傳遞錯誤的訊息。對於中國國民黨另一副主席連勝文稱夏立言是「忍辱負重」，行政院長蘇貞昌批評指當外敵威逼時卻有政黨組團到敵人陣營去通敵，還講什麼「辱」、「重」，真是令人笑掉大牙，連國民黨自己提名的候選人都說這是投降，國民黨該覺醒了，不要與中國大陸唱和。
民主進步黨表示中國國民黨主席朱立倫執意派副主席與其小舅子赴中無異於認同中共當局對台施壓的不當作為，不僅時機錯誤，立場錯亂，更對不起努力保家衛國的中華民國國軍。在民主盟友一致挺台時，夏立言等讓國際社會質疑台灣面對威脅挑戰時的立場與認知，混淆國際視聽。立委林靜儀抨擊「中國的國民黨」果然是臺灣最大破口，「中國國民黨的對中政策非常不可信，因為他說不會見，他見了，他說不會談，他談了，他甚至還表示因為他手上沒有權力，所以他不會賣，那是不是表示有權力了就會賣？」前交通部長林佳龍則質疑為什麼非去不可？是被迫的嗎？是配合演出嗎？
無黨籍的立法院外交及國防委員會成員林昶佐批評中國國民黨竟然連親美的內涵都要去向獨裁中國交代報告，實在令人難以相信。他細數該黨對於台灣與國際交往的態度常自相矛盾、反覆無常，呼籲其所謂「親美」、「歡迎國際友人」別再只是一時話術。台灣基進表示中國國民黨的本質就是外來侵略政黨，更是中華民族主義帝國在台灣的代理人，中國國民黨在台灣遭逢中國以「準宣戰」、「準戰爭」威脅之際對紅色中國投懷送抱之舉背離台灣利益，「台灣不是國民黨輸誠的籌碼，如果中國國民黨心中只有中國，奉勸國民黨去了就不要回來了！」
夏立言之行為遭親民黨軍系前國大代表黃澎孝嘲諷質疑「搖尾乞憐」求「狗糧」的「要飯黨」與中共唱雙簧。同為外省籍的資深媒體人周玉蔻怒轟夏立言做過國防部副部長、陸委會主委，「當人家把飛彈射到你家門口附近，卻跑去下跪！這樣有良知嗎？像樣嗎？」「你只要走進去中國就會變成他的統戰工具，變成人家的傀儡、棋子，變成投降的降臣！」「有沒有國家意識？有沒有羞恥心？你家後代要不要做人啊？」出身新黨與親民黨的臺北市副市長黃珊珊表示國民黨選此高度政治敏感期間訪中可能被解讀為政治輸誠、「城下之盟」，呼籲該黨正視人民對於民主自由的堅定信仰，注意國格。
夏立言之舉也引發眾多中國國民黨人士不滿，多位年輕民代批夏為「敗家老頭」、「飛彈還在打，人要有風骨」，要其停止出訪、聆聽民意。該黨副主席黃敏惠說她也是看到新聞報導才知道，在這個節骨眼上，她不認為出訪是好的做法，因為時間點不對，容易引起質疑，所以任何的接觸對話都不適宜。新北市長侯友宜也稱此行值得商榷，勸黨中央「好好思考一下」。臺中市長盧秀燕亦說夏率團訪中時機不宜、徒增困擾。2016年朱立倫競選總統辦公室發言人李正皓指這代表朱的親美路線始終是個騙局，中國國民黨派副主席向中國送暖，就是中國最好大內宣、大外宣的機會，誰還會相信朱立倫的親美路線？軍人出身的桃園市議員黃敬平稱「被人家羞辱說你是來求和，你是來化緣，你是丐幫，我幹嘛把自己的臉去貼人家冷屁股，我是作賤自己嗎？所以我從頭到尾都不知道，他們做法在想什麼，我有點萬念俱灰。」
深藍的全國公務人員協會前理事長李來希也直言國民黨以為自己還在執政？兩岸關係如此緊張，實在想不透此時此刻去大陸做什麼？同屬深藍的朱學恒亦譏諷夏立言就是要表演給大家看什麼是「跪舔」與中共同路人。
8月15日，黨主席朱立倫回應稱夏立言出訪是為了台灣利益，並反問媒體「難道大家要戰爭嗎」；馬英九也支持稱台灣與中國大陸已經6年沒有往來，這是非常危險的事情，不能夠把所有發言權放在美國。夏立言則請辭台中市府國際事務委員會委員及市政顧問。
8月27日，夏立言召开记者会说明出訪成果，表示国民党和对岸沟通，政府自己不愿意做或做不到去沟通，因此应该感谢国民党。陆委会則批评以夏立言為首的国民党代表團访中，对国家整体利益酿成严重伤害。
學者范世平直言中國大陸20天內讓中國國民黨連續唾面自乾6次，夏立言此行「真是丟臉丟到家了」。
2023年2月8日，夏立言再次訪陸，拜會國台辦主任宋濤。並至北京、武漢、重慶、成都交流。夏立言表示此行沒有任何政治目的。同月10日，夏與王滬寧會面，王提及希望盡早恢復兩岸交流、盼祖國統一等話語。
2023年8月28日下午，夏立言率团前往大陆参访，29日出席山西「台商台青走晉來」交流活動，與台商和台青展開座談。30日下午與國台辦主任宋濤一同前往關羽的出生地，山西運城的解州鎮關帝廟。夏立言說，關聖帝君是兩岸共享的文化傳承和精神信仰，兩岸有很深厚的歷史淵源和文化連結，雙方只要在「九二共識、反對台獨」的既有政治基礎上求同存異，沒有什麼問題是解決不了的。與宋濤會面結束後，夏參拜山東濟南，參加「第27屆魯台經貿洽談會」交流活動，持續關心台商、台青、台胞、維持交流對話。
2024年2月26日至28日，夏立言展開訪中行程，走訪廈門、廣州、東莞、深圳、南昌等城市，與當地台商、台胞、台生舉行座談，他們表達希望增加航點、開放觀光的訴求，及兩岸持續交流、維持和平的期望。29日晚，國台辦主任宋濤邀請夏於上海會面共進晚餐，並表示將在堅持“九二共識”、反對“台獨”的基礎上，推動兩黨及兩岸關系和平發展。夏立言對金門海域遇難同胞表達哀悼，承諾會推動盡快查明真相，稱國民黨“永遠會秉承九二共識、反對‘台獨’的堅定立場”，盡力維系台海和平穩定。
2024年3月13日，夏立言再率團赴大陸訪問，預計造訪重慶、程度、濟南、青島四個城市，表示僅拜會臺商，並不會見到大陸官員，此行遭到民進黨吳崢等綠營支持者質疑。夏立言13日傍晚出發前接受媒體采訪時強調，他此行是基於關心、愛護臺商，去表達關懷、謝意，沒有其他目的，他12日在接受臺媒專訪時表示，“九二共識”是兩岸對話的政治基礎，有百利而無一害，島內民眾應要多花時間了解。

## 家庭
夏立言祖父為夏藯卿，為中華民國陸軍第一一四九團少校，於对日抗戰期間湖北戰死。父親夏亮。
夏立言之妻為鄭麗園，同為政大外交系之校友，曾任銘傳大學講師，因隨夏立言派赴國外而成為駐外記者，同時也是作家，創作以散文與傳記居多。

## 荣誉
- 三等景星勋章（2016年5月11日于中華民國总统府颁授[78]）